# Янковский, Ежи

Сборник стихов Е. Янковского «Tram wpopszek ulicy. Skruty prozy i poemy». 1920 г.

Ежи Янковский (пол. Jerzy Jankowski; 1887, Вильно — 1941, Койраны близ Вильнюса) — польский поэт, публицист, один из первых футуристов в польской литературе.

## Биография
С юности активно участвовал в общественно-политической деятельности. Член ППС, партийный агитатор в Лодзи.
С 1906 помещал статьи в газете «Gazeta Wileńskа». Был в числе организаторов виленской литературно-художественной группы «Banda» и редактором её альманаха «Żórawce» (1910). Высланный за политическую деятельность за пределы Российской империи, изучал право в нескольких европейских университетах.
Перед началом Первой мировой войны писал статьи о русском и итальянском футуризме.
С 1914 по 1918 жил в России, где подружился и поддерживал контакты с русскими футуристами.
Первым из поляков в 1914 г. опубликовал футуристические стихи (в том числе, «Spłon lotnika» и «Maggi» в журнале «Widnokręgi»).
В 1919 вернулся в Вильно, затем переехал в Варшаву. В 1920 опубликовал в издательстве «Futuryzm Polski (Drukarnia Literacka)» свой первый том поэзии под названием «Tram wpopszek ulicy. Skruty prozy i poemy». Книга, напечатанная на обёрточной бумаге, вмещала различные, часто противоречивые элементы: мистику и восхищение развитием современных технологий, народные традиций, изображения столичной жизни и др. В титульном стихотворения футуризм описал, как веру в будущее, завоеванное революцией рабочих и крестьян.
С 1921 из-за злоупотребления алкоголем, страдал психическим заболеванием, которое заставило его отказаться от общественной жизни. До конца своей жизни он находился в психиатрическом учреждении в Вильнюсе. Трагически погиб во время немецкой оккупации, предположительно 24 июня 1941 г. во время нацистской «акции Тиргартенштрассе 4», когда пациентов психиатрических лечебниц убивали инъекциями фенола в сердце.